# Les Deux Gougnottes
Les Deux Gougnottes est une pièce de théâtre écrite en 1864 par Henry Monnier, sous le nom de plume de Joseph Prud'homme. L'originalité de cette pièce est son caractère lesbien,.

## Résumé
Louise de Laveneur et Henriette de Fermicourt, deux femmes mariées, passent la nuit dans un château et se préparent pour se mettre au lit. Dans le lit, elles discutent de leur couple, elles se plaignent de leurs maris (souvent absents) et se sentent délaissées par eux.